# Kauwgommos
Het kauwgommos (Diploicia canescens) is een korstmos uit de familie Caliciaceae. Hij komt vaak voor op oude, zonnige, muurtjes van kalkrijk gesteente, maar komt soms ook als epifyt voor op goedbelichte neutrale schors. De fotobiont van D. canescens is een chlorococcoïde alg. Deze zijn grijs van kleur. 

## Kenmerken
Uiterlijke kenmerken
Diploicia canescens is een korstmos met gelobde randen, een groeitype dat bekend staat als "placodioid". Het groeit in rozetten tot 6 cm breed. Het thallus, die in kleur kan variëren van wit tot zeer lichtgrijs, is typisch donkerder in het midden en zeer wit-pruinose op de randlobben. Deze lobben zijn convex en worden breder aan de uiteinden - tot 1 mm breed. Het midden van het thallus is over het algemeen bedekt met soraliën, die meelachtig en bleek tot lichtgeel van kleur zijn. De lobben zijn plat en vloeien in elkaar samen. Apothecia zijn zeldzaam, maar waar ze voorkomen zijn zwart, lecideïne (wat betekent dat ze geen thalline-marge hebben) en meten 0,3-1 mm in diameter. 
Microscopische kenmerken
De asci bevat zijn achtsporig. De ascosporen zijn bruin met een celwand (een septum genoemd) die hen in twee cellen verdeelt en de sporen meten 10-15 × 5-8 μm. In Ierland vindt men de apothecia alleen in de maanden augustus tot december. De sporenproductie neemt in die periode toe, met een piek in oktober en november.

## Verspreiding
Het wordt in een groot deel van de wereld aangetroffen en komt voor op elk continent behalve Antarctica. In Nederland is het een vrij algemene soort. Hij is niet bedreigd en staat niet op de rode lijst.

## Naam
De geslachtsnaam Diploicia is afgeleid van het Griekse woord diploos, wat "tweevoudig" betekent - een verwijzing naar zijn tweecellige ascosporen. De specifieke naam canescens is Latijn voor "grijsharig" of "wit van ouderdom".